# Pedro II de Moncada
Pere Ramon de Montcada i d'Abarca, conocido como Pedro II, barón de Aitona, Serós y Soses (1267 - 1300) fue un noble y militar catalán, senescal de Barcelona.
Hijo de Pedro I de Moncada, barón de Aitona y senescal de Barcelona, y de Sibila de Abarca, a la muerte de su primo Simón de Moncada heredó la senescalía de Barcelona. Participó en la Cruzada contra la Corona de Aragón, conduciendo sesenta caballeros que se unieron a los ochenta de Ramón III de Moncada para socorrer a los almogávares durante el combate de Santa María.
Casó con Elisenda de Pinós, con la que tuvo seis hijos:
- Odón I de Moncada, su sucesor;[3][1][4][4]
- Elisenda de Moncada, reina, la cuarta y última mujer de Jaime II de Aragón;[3][1]
- Guillén Ramón de Moncada;[4][3][1]
- Gastón, obispo de Huesca[4] (1324-1328) y después de  Gerona (1328-1334).[3][1][4]
- Pedro de Moncada, obispo de Siracusa;[4]
- Sibila de Moncada, priora en el monasterio de Avinganya.[4]

Tiene dedicada una calle en Barcelona.